# STS-46
STS-46 est la douzième mission de la navette spatiale Atlantis.

## Équipage
- Commandant : Loren J. Shriver (3)  États-Unis
- Pilote : Andrew M. Allen (1)  États-Unis
- Spécialiste de mission 1 : Jeffrey A. Hoffman (3)  États-Unis
- Spécialiste de mission 2 : Franklin R. Chang-Diaz (3)  États-Unis
- Spécialiste de mission 3 : Claude Nicollier (1)  Suisse
- Spécialiste de mission 4 : Marsha S. Ivins (2)  États-Unis
- Spécialiste du chargement 1 : Franco Malerba (1)  Italie

Le chiffre entre parenthèses indique le nombre de vols spatiaux effectués par l'astronaute au moment de la mission.

## Paramètres de la mission
- Masse :
  - Navette à vide : 94 676 kg
  - Chargement : 12 164 kg
- Périgée : 425 km
- Apogée : 437 km
- Inclinaison : 28,5°
- Période : 93,2 min

## Objectifs
Déploiement du satellite Eureca (européen).

## Images

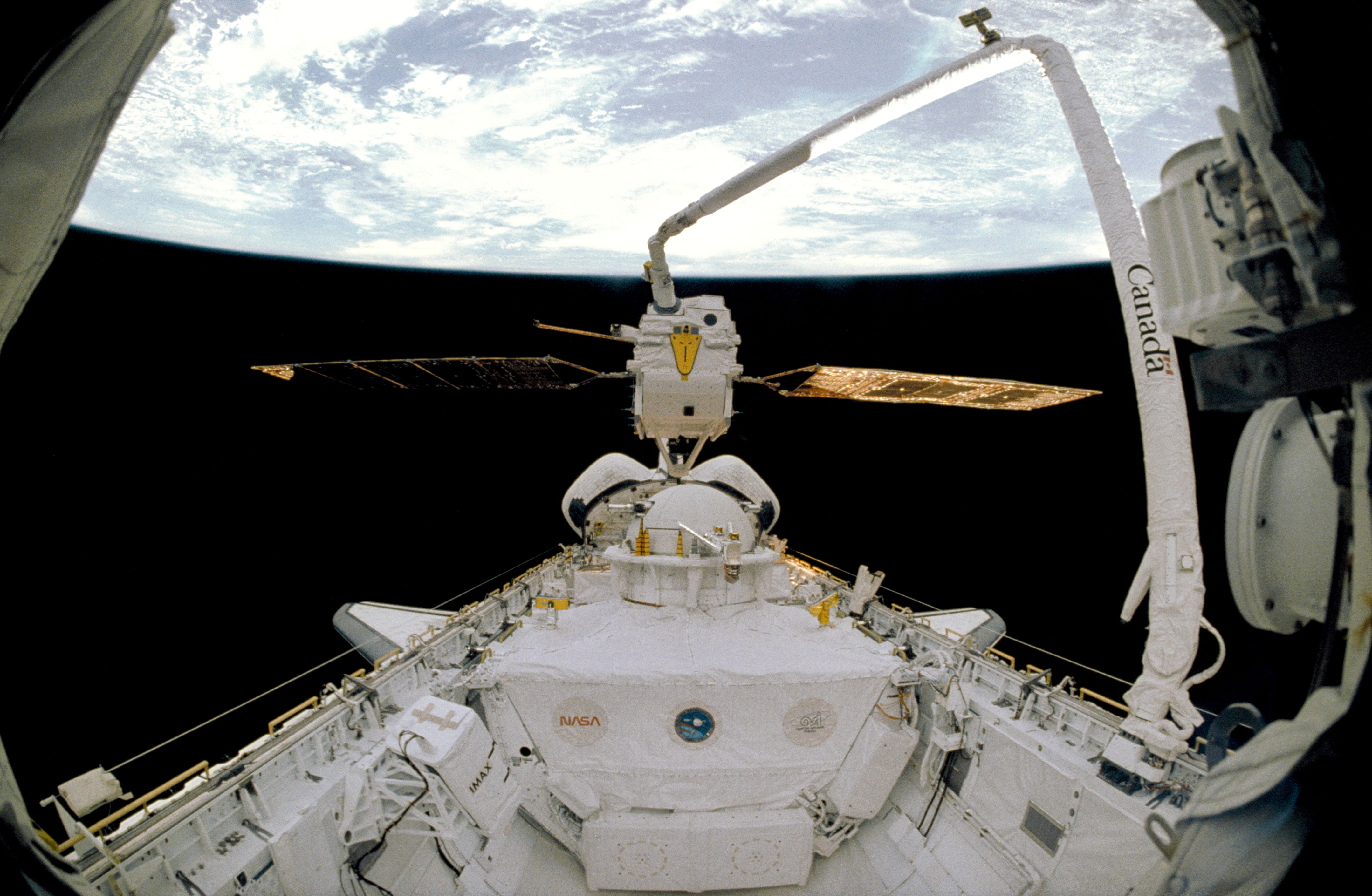
déploiement du satellite EURECA
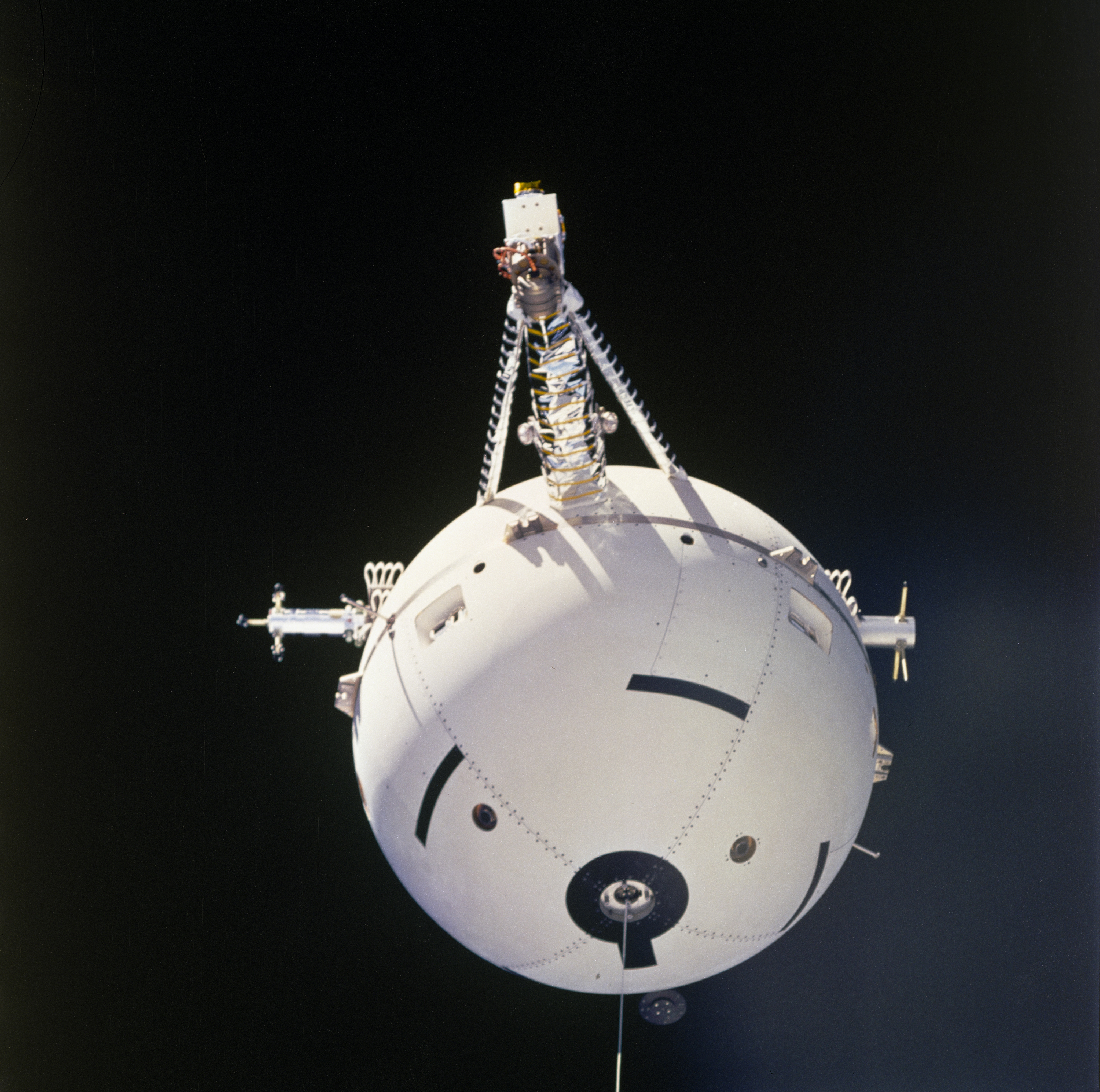
satellite TSS
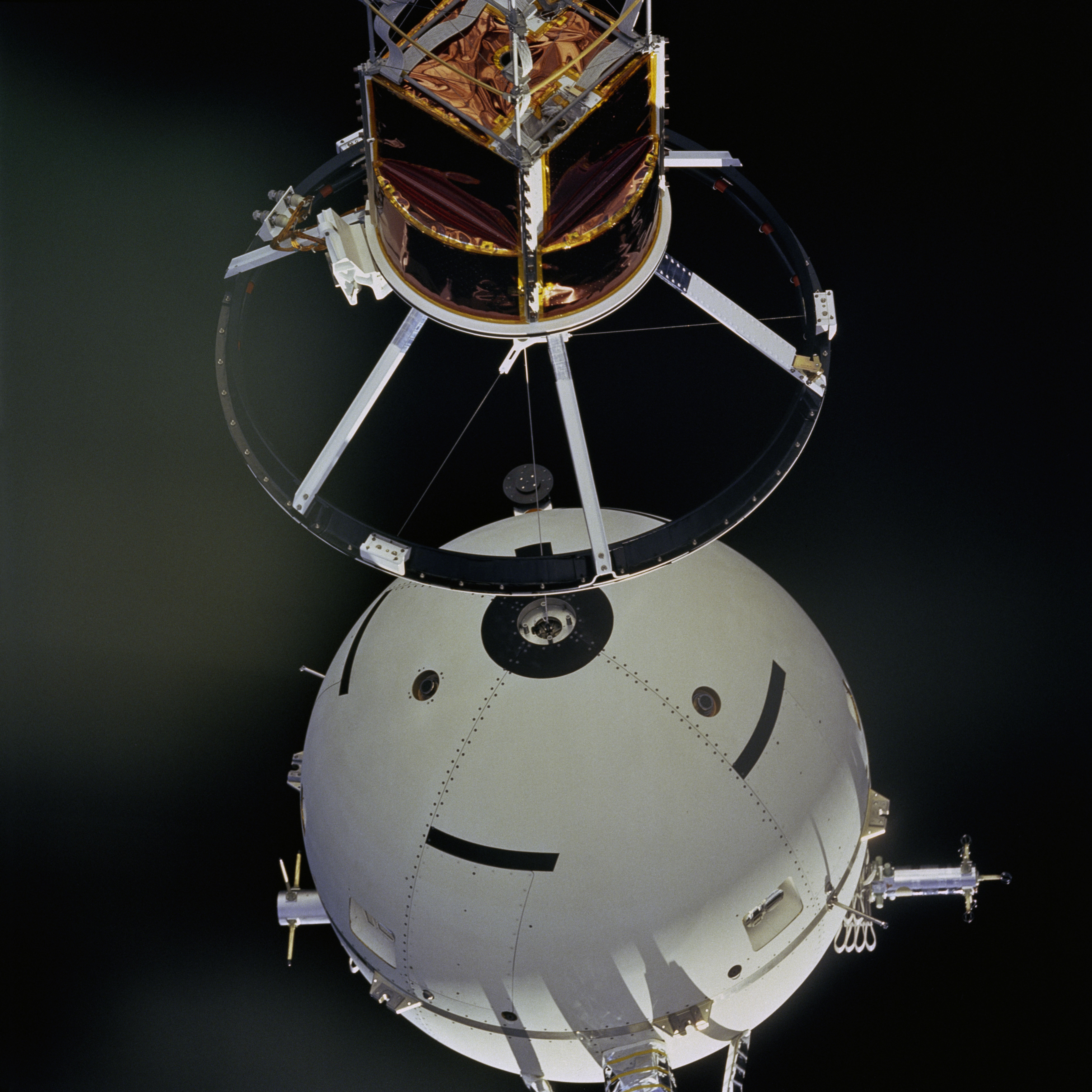
déploiement du satellite TSS
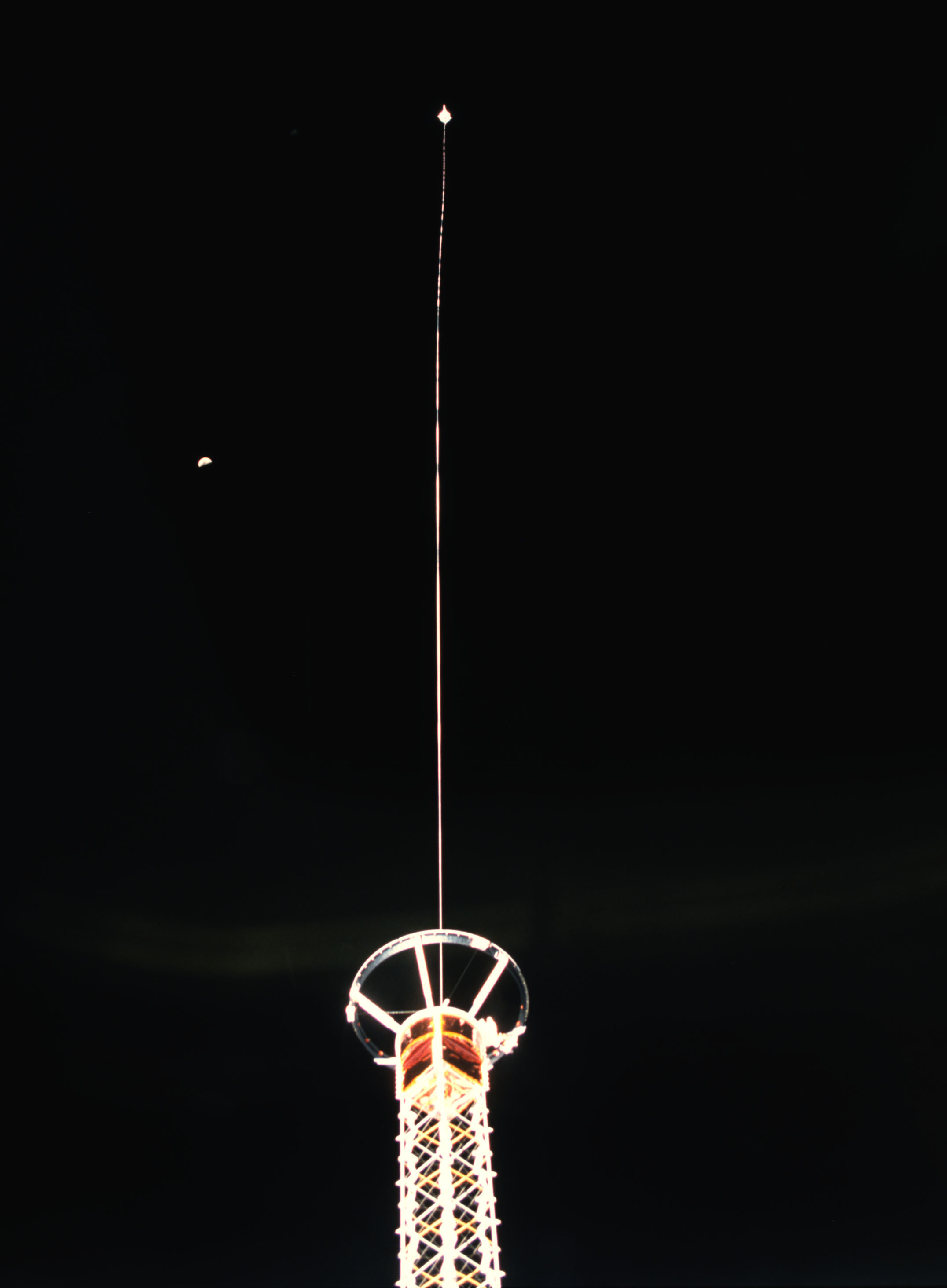
déploiement du satellite TSS